# Themus violetipennis
Themus violetipennis là một loài bọ cánh cứng trong họ Cantharidae. Loài này được Wang & Yang miêu tả khoa học năm 1993.